# José Cueli García
José Saturnino Ignacio del Sagrado Corazón de Jesús Cueli y García (Ciudad de México, 11 de febrero de 1934), conocido como José Cueli, es un psicoanalista y escritor mexicano de origen español, colaborador del diario La Jornada, profesor en la Facultad de Psicología de la UNAM y autor de 35 libros (entre ellos: Teorias de la personalidad, en 1972; Quijote torero y el libro-objeto Sol y sombra). Fue miembro de la Asociación Psicoanalítica Mexicana (1965-2020) y también fundador de la escuela de psiquiatría en el Hospital Central Militar.

## Datos biográficos
José Cueli García, llamado Pepe Cueli por colegas y amigos, hijo de padre español de Colombres, Asturias, nació en la colonia San Rafael de la Ciudad de México. Estudió medicina, psicología y psicoanálisis didáctico. Es doctor en psicología por la UNAM, grado que obtuvo en 1987 con mención honorífica. Es profesor titular “C” de la Facultad de Psicología, donde imparte clases desde 1965. Fue jefe del departamento de Psicología Clínica, Coordinador del Colegio de Psicología y director de la facultad de 1969 a 1973. En sus colaboraciones periódicas en la La Jornada escribe sobre cultura, psicoanálisis y toros.

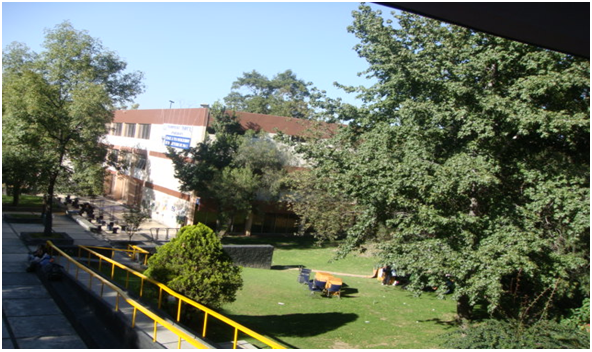
El desarrollo profesional de José Cueli García está estrechamente ligado a la Facultad de Psicología de la UNAM.

En 1970, José Cueli creó su teoría de Psicocomunidad. Al año siguiente, inició su desarrollo práctico con ayuda del psicoanalista Carlos E. Biro. “Psicocomunidad consiste en la adecuación del método psicoanalítico para ser aplicado a grandes sectores de la población, especialmente los marginados. Los objetivos del modelo son tres: diagnóstico, terapéutico y de rehabilitación. En el método de Psicocomunidad se distinguen dos niveles o grados de abstracción. En el primer nivel, es un método psicoanalíticamente orientado de desarrollo de comunidades que integra tres aspectos: investigación, enseñanza y servicio. En un segundo nivel, más abstracto, es un método experimental surgido de la Teoría de Relaciones Objetales del Psicoanálisis…” 
La Psicocomunidad se aplica en zonas marginadas, tanto en comunidades rurales como en zonas urbanas de México y América Latina. “Con un enfoque totalizador y sistemático, propone la formación de equipos de salud integrados por médicos y psicólogos que actúan con el objetivo de ayudar a la población de la comunidad a integrarse a la vida social y productiva de la ciudad, además de contribuir, mediante el establecimiento de relaciones interpersonales de cooperación mutua, a la solución de problemas psicológicos, de salud, vivienda y educación que, por lo general, son los que más afectan a ese tipo de comunidades.” 

## Citas
La palabra envidia procede etimológicamente de invidere, que significa “no ver”, porque el que envidia no puede ver al otro en el mundo real en el que se encuentra, sino sólo en el infierno interior en el que lo ha colocado.
Aprender a morir, aprender a vivir, estas fueron prácticamente las últimas reflexiones del notable y controvertido filósofo francés Jacques Derrida. De ello habló en la última entrevista con la prensa a tan sólo unos días de su muerte. Falleció a los 74 años dejando una obra vastísima y compleja que muchos calificamos de importantísima contribución. .
“La vocación “es un llamado a cumplir una necesidad, pero no es el cumplimiento; el cumplimiento es la profesión La vocación es un impulso, una urgencia, una necesidad insatisfecha” 

## Obra

### Autor
- Dinámica del marginado: Teoría psicosocial del marginado (1980). Editorial Alhambra Mexicana
- Entre el delirio y el sueño: Cervantes y Freud (2010). La Jornada Ediciones
- "Facultad de Psicología: testimonio de 20 años 1973-1993." En Javier Urbina Soria (comp.) (1993). 20 años de la Facultad de Psicología. UNAM.
- Inconsciente (1998). UNAM
- Neza y anexas (1985). Diógenes
- Psicoterapia social (1989) Editorial Trillas
- Sigmund Freud: un maestro de la sospecha y de la deconstrucción (1966). UNAM
- Teorías de la personalidad (1990) ) Editorial Trillas
- Vocación y afectos (1973). Editorial Limusa, Wiley
- Vocación y Profesión (1973). Limusa.

### Coautor
- Psicomunidad (1974). Con Carlos Biro. Universidad de Texas, Prentice/Hall Internacional
- Teorías de la personalidad (1990). Con Lucy Raidi et al. México, Editorial Trillas.